# Jordi Santasusagna i Davins
Jordi Santasusagna i Davins   (Cardona, 19 de febrer de 1971) és escriptor i guionista. Ha escrit diverses novel·les i obres de teatre, així com contes i relats de tota mena.

## Obres

### Novel·les
- L'infern d'alabastre, publicada el març de 2011 per Alrevés Editorial.[1] ISBN 978-84-15098-06-5
- L'aleman, publicada l'abril del 2013 per Alrevés Editorial.[2] ISBN 978-84-15098-99-7
- La lluna de Praga, publicada al desembre del 2013 per Onada Edicions. ISBN 978-84-15896-07-4.
- Bandera negra, publicada al març del 2014 per Editorial Gregal[3] ISBN 978-84-941500-9-8
- Porcs (2021). Premiada amb el premi Memorial Agustí Vehí - Vila de Tiana[4]

### Teatre
- de2en2 (2002, coautor amb Paco Hernández)
- esCrim (2003, coautor amb Paco Hernández)
- de3en3 (2003, coautor amb Paco Hernández)
- 7 dies de setembre (2005) - Recreació històrica dels darrers dies de resistència de Cardona el 1714. Representat cada any al Castell de Cardona.
- Primer Primera (2006)
- InLof (2007)
- Som i serem (2008)
- El padre que la parió (2009)
- El club dels contes guais (2009)
- VLAK (2009, coautor amb Paco Hernández)
- El somriure del botxi (2013) Musical[5]
- Se alquila (2013)
- Viurem lliures o morirem (2013) - Recreació teatral històrica de la Guerra de Successió a Cardona.
- Les vídues del 118 (2017) - Tragicomèdia
- El Tron (2019) - Obra teatral commemorativa del mil·lenari de la fundació de la Canònica de Sant Vicenç
- El magatzem (2023) - Premi Jaume Vidal i Alcover de Teatre.

### Altres
- El diari del Joaquim i la Laura Bloc de ficció per capítols publicat a Regió 7.[6]
- Històries - Bloc de relats i contes a Regio7
- A sol i serena - Relat que forma part del recull De tot cor (2012, Edicions de l'Albí)[7]
- El camí de l'avi - Relat que forma part del recull Tot és possible (2014, Edicions de l'Albí)